# Concorde
Die Aérospatiale-BAC Concorde, kurz Concorde (französisch für Eintracht, Einigkeit; englisch concord), war nach der Tupolew Tu-144 das zweite Überschall-Passagierflugzeug im Linienflugdienst: Es wurde von Air France und British Airways über den Zeitraum von 1976 bis 2003 betrieben. Die Flugzeit auf ihren wichtigsten Strecken über den Atlantik zwischen Paris beziehungsweise London und New York betrug mit etwa 3 bis 3,5 Stunden rund die Hälfte im Vergleich zu modernen Unterschallflugzeugen, ihre Flughöhe lag bei bis zu 18.000 m (60.000 ft).
Die Concorde wurde von der französischen und britischen Luftfahrtindustrie auf Basis eines Regierungsabkommens vom 29. November 1962 gemeinsam entwickelt und erreichte maximal Mach 2,23 (2405 km/h). Die Flugzeugzelle wurde von Aérospatiale (heute Airbus) und der British Aircraft Corporation (heute BAE Systems) entwickelt und gebaut, die Triebwerke Olympus 593 von Rolls-Royce (Bristol Siddeley) und SNECMA. Die Sowjetunion baute mit der Tupolew Tu-144 einen ähnlichen Typ.

## Geschichte

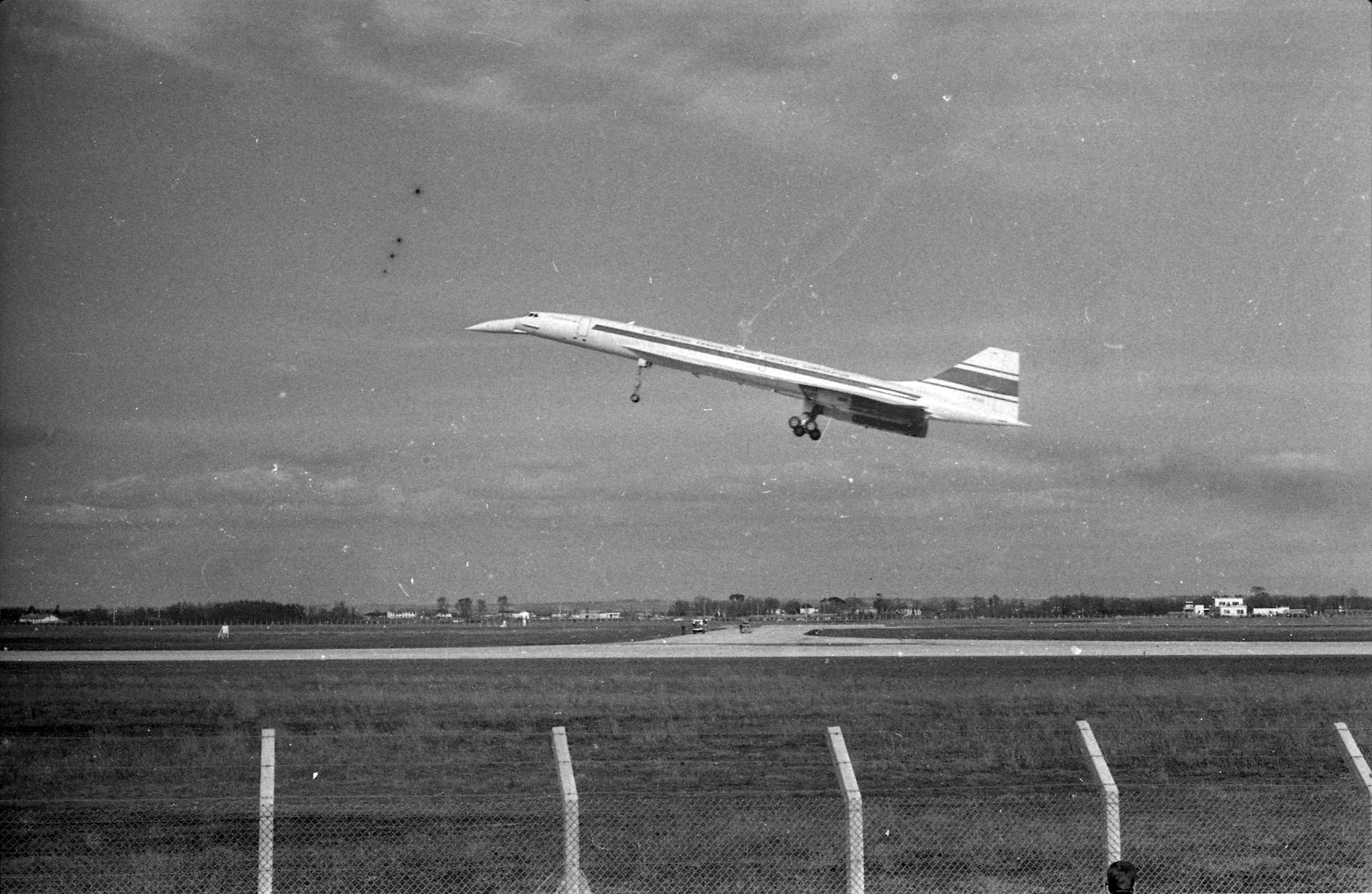
Die Concorde am 2. März 1969 beim Start zum Jungfernflug vom Flughafen Toulouse-Blagnac

Nachdem schon eine Dekade lang über Ideen zu einem überschallschnellen Verkehrsflugzeug gebrütet worden war, hatten im Jahr 1955 die Wissenschaftler des Forschungsstandortes Royal Aircraft Establishment Farnborough den Überschall-Passagierflug als machbar eingeschätzt; an jenem Standort war am 25. September 1954 formell begonnen worden, überschallschnellen Passagierflug in Erwägung zu ziehen. Am 1. Oktober 1956 wurde in London das Supersonic Transport Aircraft Committee (STAC) gegründet. Bei der Konzeption des Flugzeugs waren 200 verschiedene Auslegungen bewertet worden. Im Jahr 1959 empfahl das Komitee zwei Formen, wobei nur eine für Mach 2 tauglich war. In einem nächsten Schritt kam es zur Festlegung der Höchstgeschwindigkeit, wobei die Variante „Mach 2,7“ deshalb verworfen wurde, weil sie aufgrund der Temperaturen, welche durch die Luftreibung entstehen, nicht mit Aluminiumlegierungen zu erreichen war. Das Versuchsflugzeug Bristol 188 bestätigte später die Probleme mit Edelstahl, der für einen Flug mit Mach 2,7 als Material vorgeschlagen worden war. Zur Erforschung des Langsamflugs bei extremer Pfeilung des Deltaflügels wurde ein weiteres Versuchsflugzeug, die Handley Page HP.115, gebaut, welche im August 1961 erstmals flog. Die Briten wollten die USA für eine Zusammenarbeit gewinnen.
1959 wurde in Frankreich ein Pflichtenheft für ein Vorprojekt mit den Eckpunkten 60 bis 80 Passagiere, 3500 Kilometer Reichweite und mehr als Mach 1 Geschwindigkeit für Sud Aviation, Nord Aviation und Dassault Aviation ausgeschrieben, erste Entwürfe gelangten zu einer Auslegung mit Canardflügeln.
Im gleichen Jahr begann die Zusammenarbeit mit Großbritannien. Bei den Briten war die internationale Zusammenarbeit eine Hauptforderung der Projektvereinbarung mit der Regierung aus dem Jahr 1960.
Zunächst war geplant, das Flugzeug entlang der Anforderungen der beiden Länder in zwei Varianten zu bauen, wobei das für die Briten erforderliche transatlantikfähige Flugzeug (Type 198) in den Planungen vor 1961 noch über sechs Triebwerke verfügen sollte. Das erste formelle Treffen auf Ministerebene fand am 7. Dezember 1961 statt, am 29. November 1962 wurde vom Britischen Verkehrsminister Julian Amery und dem Französischen Botschafter in Großbritannien, Geoffroy Chodron de Courcel, die Vereinbarung unterzeichnet, welche die Entwicklung des kleineren britischen Flugzeugs Bristol Type 223 mit dem ähnlichen Flugzeug, das die Franzosen Super-Caravelle genannt hatten und auf dem Pariser Luftfahrtsalon 1961 vorgestellt worden war, zusammenlegte.
Die Kosten zur Entwicklung bis zur Zertifizierung, ohne Produktion, wurden zu jenem Zeitpunkt mit rund 135 Millionen britischen Pfund angegeben, je nach Quelle 170 Millionen, sie stiegen bis zum Abschluss der Entwicklung auf 1000 Millionen Pfund. Die Pläne der französischen Bauteile wurden auf Französisch erstellt, diejenigen der Briten in Englisch – für die Mitarbeiter gab es Sprachkurse. Die Aufteilung der Arbeiten sollte exakt je 50 Prozent betragen; weil aber klar war, dass die Briten beim Triebwerk einen höheren Anteil um 60 Prozent haben würden, wurde den Franzosen bei der Flugzeugzelle ein etwas höherer Anteil zugestanden.
Beim Namen setzte sich Frankreich durch; die Briten nannten das Projekt bis 1967 Concord. Harold Wilson echauffierte sich, als Präsident Charles de Gaulle das „e“ an den Namen anfügte.
Das Projekt war von Beginn an politisiert, ökonomisch unsicher und nur für die Ingenieure ein Traum.
Als 1964 in Großbritannien eine Labour-Regierung ihre Arbeit antrat, zeichnete sich ein Ende für die Concorde ab. Nur aus Furcht vor französischen Schadenersatzforderungen ließ Harold Wilson das Programm weiterlaufen: Die Vereinbarung von 1962 enthielt «drakonische» Ausstiegsklauseln, es wurde aber davon ausgegangen, dass Staatspräsident de Gaulle auch einen Alleingang gewagt hätte. Nach der Erklärung der Briten, das Projekt abbrechen zu wollen, herrschte „diplomatische Eiszeit“. Der britische Luftfahrtminister Roy Jenkins verkündete am 20. Januar 1965 die weitere Mitarbeit der Briten trotz finanzieller und ökonomischer Bedenken. Auch Edward Heath, der konservative Britische Premierminister ab 1970, hätte das Projekt gerne gestoppt, eine Verärgerung der Franzosen passte nun aber nicht zur Absicht der Regierung, dem Europäischen Wirtschaftsraum beizutreten.
Im Jahr 1964 hatten 91 Optionen zum Kauf des Konkurrenzmusters Boeing 2707 bestanden. Das Concorde-Konsortium reagierte daraufhin auf die Kritik, die Reichweite der Concorde sei zu knapp bemessen. Die Länge des Flugzeugs wurde von 51,80 auf 56,10 Meter vergrößert, die Spannweite von 23,40 auf 25,56 Meter. Damit ging eine Vergrößerung der Flügeloberfläche um 15 Prozent einher.
Die geplante Startmasse stieg um 18 auf 148 Tonnen bei einer von gut 9 auf 11,8 Tonnen vergrößerten Nutzlast. Möglich wurden diese Änderungen vor allem aufgrund erfolgreicher Tests der Triebwerke, die eine höhere Triebwerksleistung ergaben. Es wurde dabei verlautet, die Erhöhung des Gewichts alleine würde den Überschallknall zwar verstärken, dies würde aber durch eine verringerte Flächenbelastung wieder wettgemacht. Es wurde mitgeteilt, dass der Entwurf nun festläge.
Schon im Oktober 1964 liefen am Flughafen Filton Ermüdungsversuche an drei 7 Meter langen Rumpfabschnitten und auch das Forschungsflugzeug BAC-221 stand, nach einem Umbau auf einen Flügel mit einer der Concorde entsprechenden Form, für Testflüge zur Verfügung.
Das Triebwerk der Concorde, eine neue Version des Rolls-Royce Olympus mit Nachbrenner, ging erstmals im September 1966 in die Luft und zwar unter dem Rumpf eines Vulcan-Bombers mit jenen Olympus-Triebwerken, aus welchen die Concorde-Triebwerke weiterentwickelt worden waren. Auch die Entwicklung des Triebwerks führte zu unvorhergesehenen Mehrkosten, da die Tests im Concorde-Projekt nach der Einstellung des militärischen TSR.2-Programms ausgeweitet werden mussten. Es konnte demnach nicht wie vorgesehen auf Hunderte von Teststunden im militärischen Programm zurückgegriffen werden.
Beim Rollout im Jahr 1967 waren ein Dutzend Fluggesellschaften mit Piloten und Stewardessen zugegen und die Briten und Franzosen waren zuversichtlich, 200 Flugzeuge verkaufen zu können. Auch die Lufthansa war 1967 mit drei Maschinen unter den Bestellern. Am 1. Januar 1968 vermeldete das Konsortium Vorbestellungen über 76 Maschinen. Ab dem ersten Februar 1969 fanden die Rollversuche der Concorde statt.
Die Flugzeuge wurden nach dem Erstflug im März 1969 in einem umfassenden Testprogramm während insgesamt 5495 Flugstunden erprobt, bevor der Passagierverkehr aufgenommen wurde. Die Concorde ist damit das bisher am ausgiebigsten erprobte Flugzeug.
Im Jahr 1972 flog die Concorde auf einer Verkaufstour via Griechenland, Iran, Bahrain, Bombay, Bangkok, Singapur und Manila nach Tokio. Noch während der Tour stornierten die Japaner ihre drei Bestellungen. Der folgende Überschall-Überflug über Australien führte zu Protesten.
In den USA hatten 1964 Messflüge zur Erhebung der Lärm-Toleranz der Bevölkerung stattgefunden. Über Oklahoma City waren im Auftrag der Federal Aviation Agency vom 3. Februar bis 29. Juli täglich acht Überschallflüge über der Stadt durchgeführt worden. Diese insgesamt 1253 Flüge der Air Force fanden frühestens um 7 Uhr morgens statt und endeten am Nachmittag. Laut Befragungen hätten sich 73 oder 75 Prozent der Befragten an acht Flüge pro Tag gewöhnen können. Ziviler Überschallflug über den USA wurde trotzdem 1973 verboten.
Während der Entwicklungszeit im Zeitraum von 1962 bis 1975 hatten sich die Kosten für das Programm von 160 auf 1200 Mio. GBP mehr als versiebenfacht.

### BOAC / British Airways
Auf britischer Seite war die British Overseas Airways Corporation (BOAC) als halbstaatliche Gesellschaft zuständig für den Langstreckenbereich und damit Ansprechpartner der Regierung und der Concorde-Entwickler für operationelle Fragen. Deren Direktor Emile Beaumont Baron d’Erlanger hatte im Juni 1960 Unterstützung zugesagt, sofern ein kommerziell verantwortbarer Flugbetrieb absehbar würde.
Am 10. Juli 1962 waren formelle Gespräche der britischen Regierung mit BOAC angelaufen. Die BOAC war keinesfalls begeistert vom Druck aus dem Ministerium, sich an der Entwicklung zu beteiligen. Der Verwaltungsrat sah zu viele Unwägbarkeiten aus kommerzieller Sicht und machte klar, dass es keine festen Bestellungen gäbe: In einer ersten Vereinbarung um den 25. Oktober 1962 gab es eine bedingungslose Ausstiegsklausel bis 1966. Im Verlaufe des Jahres 1964 begannen sich Probleme aufgrund des Lärms der Concorde abzuzeichnen. Zudem wurde als Neuigkeit in der Luftfahrt das Mitführen von Gratis-Gepäckstücken erwogen, was einen zusätzlichen Nachteil gegenüber einem Großraumflugzeug bedeutete; BOAC rechnete mit insgesamt um 32 Prozent höheren Betriebskosten im Vergleich zur Boeing 707. Der Umweltschützer Richard Wiggs gründete mit einem offenen Brief in der Times vom 13. Juli 1967 das Anti-Concorde-Projekt, um die öffentliche Meinung gegen die Fortführung des Projekts zu mobilisieren.
Im Januar 1972 war absehbar, dass die Concorde nicht alle Flugplätze würde anfliegen dürfen und einige Länder den Überflug mit Überschallgeschwindigkeit nicht zulassen würden. So gesehen war der Abbruch des amerikanischen SST-Projekts für BOAC ein Desaster, da dadurch der Druck fehlte, Überschall-Überflüge zuzulassen. Noch im Februar 1973 gab es viele offene Fragen, obschon Verkehrsminister Michael Heseltine schon am 25. Mai 1972 vor dem Parlament verkündet hatte, dass BOAC fünf Maschinen kaufen würde bei einer gleichzeitigen Kapitalaufstockung durch die Regierung.
Im Jahr 1982 strich die Regierung Thatcher die Unterstützung für British Airways. Die daraufhin durchgeführte Marktforschung ergab, dass viele Passagiere der Concorde den Preis ihres Fluges gar nicht kannten. Die Preise wurden daraufhin markant auf jenen Betrag erhöht, den sie meinten, ungefähr bezahlt zu haben.

### Meilensteine
| Datum         | Meilensteine in der Geschichte der Concorde                                            |
| ------------- | -------------------------------------------------------------------------------------- |
| 02. Mrz. 1969 | Erstflug des Prototyps 001 (vom Flughafen Toulouse-Blagnac; Pilot: André Turcat)       |
| 09. Apr. 1969 | Erstflug des Prototyps 002 (vom Flughafen Filton; Pilot: Brian Trubshaw)               |
| 01. Okt. 1969 | Mach 1 wird erstmals überschritten.                                                    |
| 04. Nov. 1970 | Mach 2 wird erreicht und 53 Minuten lang gehalten.                                     |
| 21. Jan. 1976 | Gleichzeitig starten zwei Concordes zu den ersten kommerziellen Flügen.                |
| 20. Nov. 1977 | Erste transatlantische Linienflüge nach New York City                                  |
| 25. Juli 2000 | Absturz einer Concorde (F-BTSC) nach dem Start von Paris-Charles de Gaulle             |
| 16. Aug. 2000 | Entzug der Typenzulassung durch die französischen und britischen Luftaufsichtsbehörden |
| 05. Sep. 2001 | Wiedererteilung der Typenzulassung                                                     |
| 07. Nov. 2001 | Wiederaufnahme der kommerziellen Flüge                                                 |
| 31. Mai 2003  | letzter kommerzieller Air-France-Flug                                                  |
| 27. Juni 2003 | letzter Air-France-Flug                                                                |
| 24. Okt. 2003 | letzter kommerzieller Flug                                                             |
| 26. Nov. 2003 | letzter Flug einer Concorde von London-Heathrow zum Herstellerwerk in Filton           |

Der Treibstoffverbrauch war zwar schon zuvor, aber natürlich vor allem nach der Ölkrise von 1973 ein Problem: Pro Treibstoffeinheit generierte die Concorde bereits nur die Hälfte der Passagierkilometer einer damaligen Boeing 707. Gegenüber der neuen Boeing 747 war es nur ein Drittel. Die US-Bundesluftfahrtbehörde FAA verbot zudem anfangs mit Wirkung vom 27. April 1973 das Überfliegen des Hoheitsgebietes der USA mit zivilen Überschallflugzeugen im Überschallflug. Pan Am und TWA zogen sich aufgrund ihrer großen Defizite im Frühjahr 1973 zurück, Qantas im Mai 1973. Die Kaufoptionen fast aller Fluggesellschaften außer der Air France und British Airways wurden schon bis 1973 storniert: Air Canada (4), Air India (2), American Airlines (10), Braniff International Airways (3), CAAC (4), Continental Airlines (3), Eastern Air Lines (8), Iran Air (3), Japan Airlines (3), Lufthansa (3), Middle East Airlines (2), Pan American World Airways (8), Qantas (6), Sabena (2), Trans World Airlines (10), United Airlines (6).
Lediglich die Fluggesellschaften Air France und British Airways, im Staatsbesitz der beiden Herstellerländer, übernahmen wenig erfreut ihre bestellten Concordes. Mindestens auf der britischen Seite war es ein Geschenk der Regierung; die Flugzeuge wurden laut Michael Heseltine erst bei Gewinn bezahlt, der Staat erhielt also gewissermaßen nicht mehr als eine Gewinnbeteiligung. 1979 wurde der Bau der Concorde nach zwei Prototypen, zwei Vorserienexemplaren und 16 Serienflugzeugen eingestellt.
Der amerikanische Verkehrsminister William Thaddeus Coleman war von Bürgern dazu aufgefordert worden, der Concorde keine Landerechte zu erteilen. Am 5. Januar 1976 fand ein öffentliches Hearing statt, welches das Ende der Concorde hätte bedeuten können, falls das Flugzeug nicht auf der Route hätte eingesetzt werden können, für welche es konzipiert worden war. Nachdem sich gezeigt hatte, dass die Concorde nicht lauter war als die Boeing 707 des Präsidenten, wurde entschieden, dass eine Landeerlaubnis erteilt, diese in den USA jedoch ausschließlich den 16 produzierten Flugzeugen zustünde. Eine Weiterentwicklung der Concorde wäre somit ein unabsehbares Risiko gewesen so wie auch eine Produktion für weitere Kunden aussichtslos.
Im Jahr 1981 übernahmen die British Airways und Air France alle Flugzeuge und alle Ersatzteile.

### Einsatz im Liniendienst
Die Flüge aufgenommen hatten die Flugzeuge gleichzeitig am 21. Januar 1976 mit Flügen nach Rio de Janeiro via Dakar durch die Air France sowie nach Bahrain durch British Airways. Im Mai 1976 konnte das Flugziel Washington aufgenommen werden, diese Flüge waren 1976/1977 zu 90 Prozent ausgelastet.
Erst am 20. November 1977 konnte der Betrieb auf den künftigen Stammstrecken von den Flughäfen Paris-Charles-de-Gaulle und London-Heathrow zum John F. Kennedy International Airport in New York aufgenommen werden.
Bis zur Betriebseinstellung am 13. August 2003 gab es zudem wöchentlich samstags einen Flug von London-Heathrow nach Barbados. Nur im Sommer 2000 wurden darüber hinaus auch Flüge zwischen New York und Barbados angeboten, die ebenfalls immer samstags stattfanden. Im Charterbetrieb hatte die Concorde über 250 Flughäfen angeflogen, davon 76 in den USA.

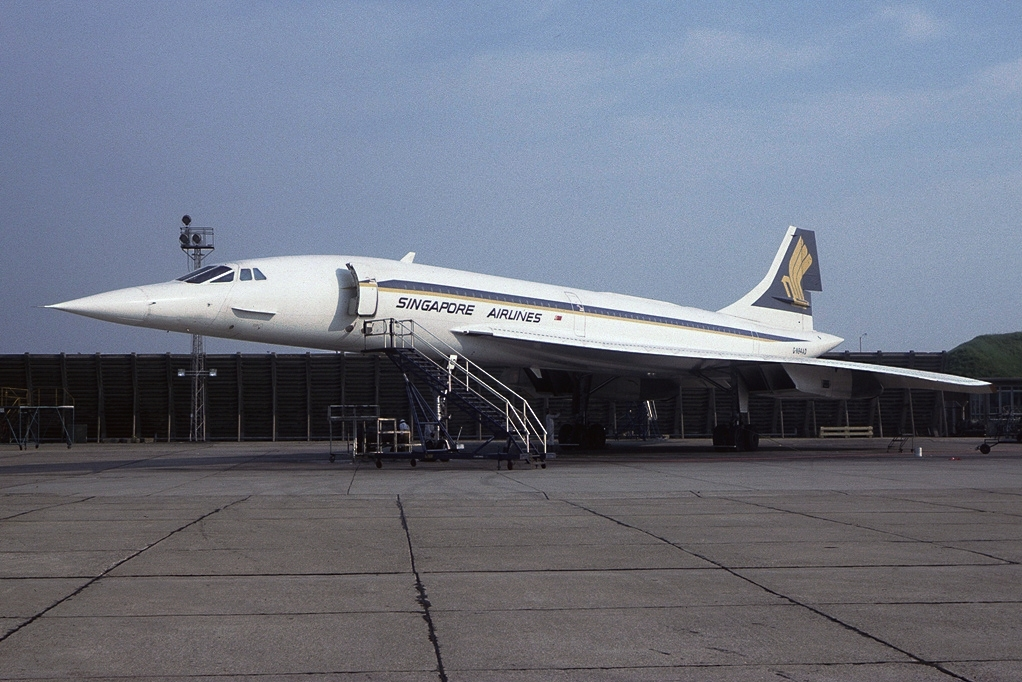
Concorde G-BOAD der British Airways mit einseitiger Lackierung von Singapore Airlines (1979)

Diverse weitere weltweite Ziele wurden mit der Concorde in den 1970er- und frühen 1980er-Jahren angeflogen, zu Beginn beispielsweise Rio de Janeiro und Singapur. Ende der 1970er-Jahre flog die Concorde kurzfristig auch auf Routen von Singapore Airlines (in Kooperation mit British Airways) und Braniff International Airways (in Kooperation mit Air France). Eine Maschine der British Airways trug zu diesem Zweck auf ihrer Backbordseite die Lackierung von Singapore Airlines.
Neben der Wirtschaftlichkeit scheiterte der Betrieb zu mehr und anderen Zielen auch an der mit rund 6000 Kilometern für längere Direktflüge zu geringen Reichweite sowie der Tatsache, dass die Concorde aufgrund ihres hohen Geräuschpegels auf vielen Flughäfen keine Landegenehmigung erhielt. Sie wurde in der Presse trotzdem oft als die „Königin der Lüfte“ bezeichnet.

### Industriespionage
Die sowjetische Tupolew Tu-144 glich in ihrer Auslegung der Concorde, weshalb sie bei ihrer Vorstellung 1965 umgehend den Spitznamen Konkordski erhielt.
Im Rahmen der Industriespionage bei der Entwicklung der Concorde wurden ab 1964 mehrere Personen verhaftet, welche der Sowjetunion zugearbeitet hatten. Da es sich nicht um eine militärische Entwicklung handelte, wurde bei der Weitergabe oder beim Verkauf von Informationen auch nicht zwingend gegen Geheimhaltungsvorschriften verstoßen. Unklar ist, ob diese Spionage den Bau der Tu-144 tatsächlich vorangebracht hatte. Teils wurde argumentiert, dass sich Ähnlichkeiten auch mit einer normalen technologischen Evolution erklären ließen. Tatsächlich aber ähnelten die Entwürfe der US-Flugzeugbauer Boeing, Lockheed und North American der Concorde deutlich weniger als die Tu-144.

### Die Concorde in Deutschland, Österreich und der Schweiz
Am 22. April 1972 landete erstmals eine Concorde auf deutschem Boden. Anlässlich der Internationalen Luft- und Raumfahrtausstellung auf dem Flughafen Hannover-Langenhagen präsentierte die British Aircraft Corporation dem Publikum den britischen Prototyp. Am 22. und 23. April war die Concorde dort sowohl am Boden als auch bei mehreren Präsentationsflügen in der Luft zu sehen.
In den frühen 1980er-Jahren begann British Airways, gefolgt von Air France, regelmäßig Charterflüge von Deutschland aus anzubieten. Ausgangspunkt waren anfangs die Flughäfen Hannover und Köln/Bonn, später auch Berlin-Tegel, Hamburg und Frankfurt. Auf dem Flughafen München-Riem landete sie ein einziges Mal am 10. August 1983, der Flughafen München wurde am 26. Oktober 1996 ebenfalls ein einziges Mal besucht. Auch Flughäfen in Österreich wurden angeflogen. Nach Graz-Thalerhof flog man am 29. März 1981. Linz-Hörsching wurde 1981 (BA), 1983 (AF) und letztmals 1989 (BA) besucht. Der Flughafen Salzburg wurde am 23. April 1984 (AF) und der Flughafen Klagenfurt am 31. August 1984 angeflogen. Wien-Schwechat wurde am 26. Oktober 1984 (AF) angeflogen. Am 19. Juli 1986 landete die Concorde in Nürnberg. Zusätzlich gab es bis in die späten 1990er-Jahre regelmäßige Sonderflüge zu Großveranstaltungen wie der Hannover Messe. Zu einem besonderen Zweck war eine Concorde der Air France mit Kapitän Yves Pecresse 1999 in Berlin. Vom Flughafen Schönefeld aus waren am 19., 20., und 21. März 1999 insgesamt vier Benefizflüge zum Polarkreis und zurück geplant. Bei einem Ticketpreis von 2222 Mark ließen sich jedoch nur genug Tickets für drei Flüge verkaufen, so dass der vierte ausfiel. Die Aktion wurde von einem großen Menschenauflauf am Flughafen begleitet. Sie führte allerdings wegen der ungewöhnlich hohen Lärmbelästigung auch zu Protesten in der Region. Aufgrund der spektakulären Ansicht der Concorde in Abflug- und Landekonfiguration kam der Autoverkehr auf Zubringerstraßen punktuell zum Erliegen.
Am 18. März 1986 landete erstmals eine Concorde in der DDR. Anlässlich des an diesem Tage auf der Leipziger Messe stattfindenden Frankreich-Tages flog eine Concorde der Air France (F-BVFF) den Flughafen Leipzig-Schkeuditz an. Einen Tag später landete auch eine Concorde der British Airways in Leipzig. Dabei flogen die Maschinen einen Umweg über Nord- und Ostsee, einerseits um den Passagieren einen Überschallflug zu ermöglichen, andererseits weil der Überflug der innerdeutschen Grenze aus politischen Gründen nicht möglich war. Normalerweise war der Flug mit Überschallgeschwindigkeit über dem europäischen Festland nicht gestattet, doch beim ersten Einflug in die DDR durfte die Concorde der Air France über dem nördlichen Teil der DDR mit Mach 1,5 fliegen. Dieses Gebiet wurde auch sonst von Militärflugzeugen regelmäßig mit Überschallgeschwindigkeit durchflogen.
Die Concorde war in den folgenden Jahren ein regelmäßiger Gast im Leipziger Messeflugverkehr.
Am 1. Mai 1998 war die Concorde F-BVFA anlässlich des 35. Jahrestages der Unterzeichnung der Élysée-Verträge auf dem Stuttgarter Flughafen zu bewundern. Nur etwa einen Monat vor ihrem Absturz gastierte die Concorde F-BTSC anlässlich der Flugshow „Hahn in Motion“ unter dem Kommando von Christian Marty, dem Kapitän des Unglücksflugs AF 4590, auf dem Flughafen Hahn im rheinland-pfälzischen Lautzenhausen.
Die letzte Flugbewegung auf deutschem Boden war die Landung der F-BVFB auf dem Flughafen Karlsruhe/Baden-Baden am 24. Juni 2003 anlässlich der Überführung in das Technikmuseum Sinsheim, wo das Flugzeug nun besichtigt werden kann.
Am 31. August 1976 landete eine Concorde erstmals in der Schweiz, auf dem Flughafen Genf. Am 28. April 1979 landete eine Maschine der Air France auf dem trinationalen Flughafen Basel-Mülhausen. Zum letzten Mal in die Schweiz kam eine Concorde im August 1998, als eine Air-France-Maschine mit Ausnahmegenehmigung zum Jubiläum «50 Jahre Flughafen Zürich» eingeladen worden war.

### Ende der Concorde

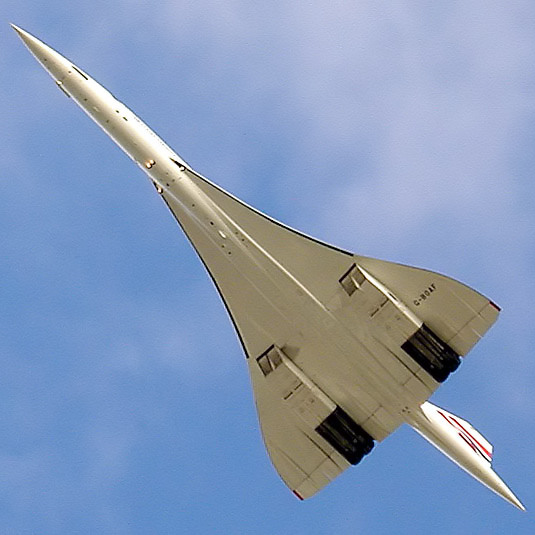
Concorde der British Airways

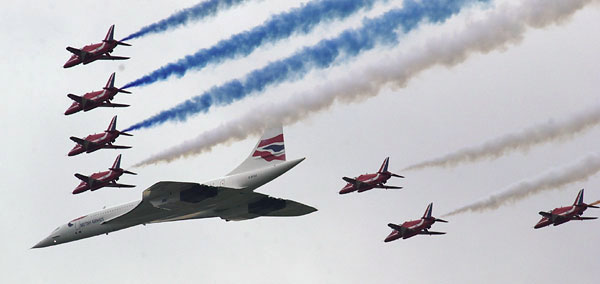
Goldenes Thronjubiläum von Elisabeth II.: Überflug des Buckingham Palace mit den Red Arrows

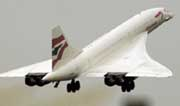
Heckansicht einer startenden Concorde in British-Airways-Lackierung

Das Ende der Concorde nahte mit dem Absturz der Maschine F-BTSC am 25. Juli 2000.
Beim Start der Maschine des Air-France-Flugs 4590 auf dem Flughafen Paris-Charles-de-Gaulle wurde ein Reifen von einem auf der Startbahn liegenden Metallteil zum Platzen gebracht, das vom Triebwerk einer kurz vorher gestarteten DC-10 der Continental Airlines abgefallen war. Hochgeschleuderte Gummiteile des geplatzten Reifens durchtrennten ein stromführendes Kabel des linken Hauptfahrwerks, bevor sie mit großer Wucht auf die Unterseite der linken Tragfläche aufschlugen. Diese Teile durchschlugen nicht die Tragfläche, sondern verursachten durch die hohe Aufprallgeschwindigkeit eine Druckwelle im Tank, die zu einem Leck an der Tragfläche führte. Der auslaufende Treibstoff entzündete sich am erwähnten Kabel sowie am direkt daneben laufenden Jet-Triebwerk und setzte den Treibstofftank der linken Tragfläche in Brand.
Ein Startabbruch war zu diesem Zeitpunkt nicht mehr möglich. Den von Tower und Instrumenten alarmierten Piloten blieb als einzige Option der Versuch einer Notlandung auf dem nur 8 Kilometer voraus liegenden Flughafen Le Bourget. Aufgrund der Schäden an Trag- und Ruderflächen sowie fehlender Triebwerksleistung war die Maschine nicht mehr steuerbar und stürzte rund eine Minute nach dem Start in Gonesse ab. Alle 109 Menschen an Bord und vier Bewohner eines Hotels kamen ums Leben.
Die Air France stellte den Flugbetrieb der Concorde ein, die britische Luftfahrtbehörde entzog der Concorde die Flugtauglichkeitsbescheinigung. Es wurde eine Verstärkung der Tanks durch eingelegte Matten aus Kevlar entwickelt, während der französische Reifenhersteller Michelin einen stabileren Reifen entwarf, der inzwischen auch beim Airbus A380 zum Einsatz kommt. Durch diese Veränderungen, die weit über hundert Millionen Euro kosteten, wurde die Concorde kaum schwerer (British Airways entwickelte neue, leichtere Passagiersitze, zudem wurde die maximale Passagierkapazität geringfügig verringert). Ermittlungen ergaben, dass auch bei anderen Verkehrsflugzeugen ein Unfall wie der vom 25. Juli 2000 möglicherweise zu einem katastrophalen Ausgang hätte führen können. Die Ermittlungen zur Unfallursache wurden am 16. Januar 2002 abgeschlossen.
Ausgerechnet am 11. September 2001 fand ein Versuchsflug der British Airways über dem Atlantik statt; die Terroranschläge in den USA an diesem Tag ließen anschließend den Flugverkehr weltweit einbrechen.
Am 7. November 2001 wurde der Linienbetrieb zwischen Paris bzw. London und New York wieder aufgenommen. Anders als über 20 Jahre zuvor, als sich New York gegen die Concorde sträubte, begrüßte der Bürgermeister Rudy Giuliani die Passagiere des ersten Fluges persönlich. Aufgrund ausbleibender Passagiere erklärten Air France und British Airways am 10. April 2003, dass der Linienflugbetrieb mit der Concorde im Laufe des Jahres 2003 eingestellt würde. Der letzte Flug einer Air-France-Concorde fand am 27. Juni 2003 statt. British Airways beendete die Concorde-Flüge am 24. Oktober 2003. Der allerletzte Concorde-Flug fand mit der Maschine mit dem Kennzeichen G-BOAF am 26. November 2003 unter der Leitung des Chefpiloten Mike Bannister von London-Heathrow zum Herstellerwerk in Filton statt.
Die meisten Maschinen waren durch Demontage von Teilen nach der Außerdienststellung nicht mehr flugfähig. Im Mai 2010 teilte die britische Gruppe „Rettet die Concorde“ (Save Concorde Group SCG) mit, dass sieben Jahre nach dem Dienstende der Concorde französische Luftfahrtexperten die Triebwerke auf dem Flughafen Paris-Le Bourget testeten. Neue Flüge würden laut SCG für kulturelle Zwecke geplant. 2013/2014 gab es eine letzte Petition zur Wiederaufnahme eines Concorde-Betriebs.

## Spezielle Flüge
Noch vor dem ersten Serienflug der Concorde ging 1972 der französische Astrophysiker Pierre Léna auf den Concorde-Testpiloten André Turcat zu. Lénas Idee war es, die Sonnenfinsternis vom 30. Juni 1973 zu beobachten während sich die Concorde im Mondschatten bewegt. Die beiden konnten Aérospatiale, das sich von diesem Vorhaben einen PR-Erfolg erhoffte, überzeugen. Von verschiedenen Wissenschaftlern wurden fünf Experimente vorbereitet. Schließlich dauerte der Flug im Schatten des Mondes 74 Minuten, somit war die Beobachtung deutlich länger als auf dem Erdboden. Auch wenn alle fünf Experimente erfolgreich waren, gab es keine spektakulären Ergebnisse.
In die Schlagzeilen kam der Flug vom 17. Juni 1974, als die vierte Concorde in Boston nach Paris startete, wo gleichzeitig eine Boeing 747 nach Boston abhob. Nach einem über einstündigen Aufenthalt in Paris und Betankung machte sie sich auf den Rückweg und landete noch vor der Ankunft der Boeing wieder in Boston.
Am 22. August 1978 hatte der einstige Air-France-Flugkapitän Fernand Andreani in einer Concorde die Strecke Paris – New York mit einer Durchschnittsgeschwindigkeit von 1669 km/h in 3 Stunden, 30 Minuten und 11 Sekunden geschafft. Der bis heute bestehende Streckenrekord mit einer Durchschnittsgeschwindigkeit von 1763 km/h wurde am 1. April 1981 von Pierre Chanoine aufgestellt.
1985 wurde der NATO ein Werksflug einer Concorde als Übungsmöglichkeit für Abfangjäger angeboten. Jäger der Typen F-15, F-16, F-14 oder Starfighter blieben erfolglos, nur eine Lightning konnte die Concorde einholen.
Vom 15. bis 17. August 1995 gelang einer Concorde der Air France, Flugnummer AF1995, mit 31 Stunden, 27 Minuten und 49 Sekunden der schnellste Flug mit Passagieren um die Welt. Der Flug wurde vom US-amerikanischen Rechtsanwalt Donald Pevsner organisiert und im Rahmen einer Werbeaktion zusammen mit einer Brauerei durchgeführt. Gemessen wurde hierbei die gesamte Zeit, die vom Start in New York bis zur Landung auf dem Ausgangsflughafen vergangen war, inklusive sämtlicher Zwischenstopps in Toulouse, Dubai, Bangkok, Guam, Honolulu und Acapulco. Auf der 36.784 Kilometer langen Flugreise konnten die Passagiere je zwei Sonnenauf- und -untergänge miterleben.
Am 7. Februar 1996 legte eine Concorde der British Airways die Strecke New York – London in 2 Stunden, 52 Minuten und 59 Sekunden zurück. Dies ist bis heute Rekord für die schnellste Atlantiküberquerung in der zivilen Luftfahrtgeschichte.
Im Frühjahr 1996 wurde der Rumpf einer Concorde von Air France (Luftfahrzeugkennzeichen: F-BTSD) in blau gestrichen. Damit wurden zwischen 31. März und 9. April insgesamt 16 Werbe- und Promotionsflüge für Pepsi Cola durchgeführt. Da die blaue Farbe sich stärker aufheizte als die sonst übliche weiße Farbe, mussten die Tragflächen weiß bleiben, zudem durfte das Flugzeug mit dieser Lackierung nur maximal 20 Minuten lang mit zweifacher Überschallgeschwindigkeit fliegen, ehe das Tempo, und damit die Reibungshitze reduziert werden musste. Unmittelbar nach Ende dieser Aktion wurde die vorherige Lackierung wiederhergestellt.
Am 11. August 1999 flogen zwei British-Airways- und eine Air-France-Concorde während der totalen Sonnenfinsternis mit zweifacher Schallgeschwindigkeit mit dem Mondschatten über den Nordatlantik. So konnten die rund 300 Passagiere eine 3 bis 4 Mal längere totale Sonnenfinsternis sehen als die Betrachter am Boden (siehe auch: Werner Raffetseder – „Festival de la Concorde“). Auch wurden Flüge zum Jahreswechsel angeboten, bei denen man zweimal Silvesterabend feiern konnte: Einmal in Paris und wenige Stunden später nochmals in New York.
Phil Collins konnte mit Hilfe der Concorde beim Live-Aid-Konzert am 13. Juli 1985 beiderseits des Atlantiks auftreten – zuerst im Londoner Wembley-Stadion und anschließend im John-F.-Kennedy-Stadium in Philadelphia.
Das Flugzeug mit dem Kennzeichen G-BOAD flog erstmals am 25. August 1976 und erreichte bis zum 10. November 2003 eine Flugdauer von 23.397 Stunden, wobei sie 7010 Mal die Schallmauer durchbrach. Sie erreichte von allen Concordes die größte Anzahl Flugstunden und flog mit höchster Wahrscheinlichkeit länger mit Mach 2 als jedes andere Flugzeug der Luftfahrtgeschichte.

## Bedeutung für Luftfahrt und Staat
Die Entwicklung der Concorde wurde ausschließlich durch die staatliche Finanzierung der hohen Entwicklungskosten ermöglicht. Im laufenden Betrieb flog die Concorde nur teilweise Gewinne ein. Neben den Rekordleistungen, die durch Überschallflüge erzielt wurden, ist vor allem der Fortschritt, der in der Luftfahrttechnologie durch die Entwicklung der Concorde erzielt wurde, so bedeutend, dass bis heute viele Flugzeughersteller hiervon profitieren.
Im industriell-wirtschaftlichen Sektor war das Concorde-Projekt eine Fortsetzung der Zusammenarbeit, die sich mit dem identischen Vorderrumpf der Comet- und den Caravelle-Flugzeugen geäußert hatte und die für die zukünftige Zusammenarbeit etwa im Airbus-Bereich den Weg bereitete. Die Briten hatten sich von der Zusammenarbeit einen Beitritt zur Europäischen Wirtschaftsgemeinschaft erhofft, was De Gaulle jedoch jahrelang verhinderte.
Die im Museum Aeroscopia in Blagnac ausgestellte Concorde Nummer 201 mit dem Luftfahrzeugkennzeichen F-WTSB, die erste Serienmaschine, wurde 2024 wegen ihrer Bedeutung für die französische Luftfahrtindustrie als Monument historique geschützt. 2025 wurde ihr Schutzstatus von Inscrit auf Classé erhöht.

## Technik der Concorde
Bei der Concorde handelt es sich um ein vierstrahliges Verkehrsflugzeug mit Deltaflügel in schwanzloser Tiefdecker-Auslegung. Die Concorde hatte im Vergleich zu anderen Verkehrsflugzeugen aufgrund ihrer hohen Geschwindigkeit und der damit einhergehenden Anforderungen einige konstruktive Besonderheiten aufzuweisen.

### Struktur und Steuersysteme

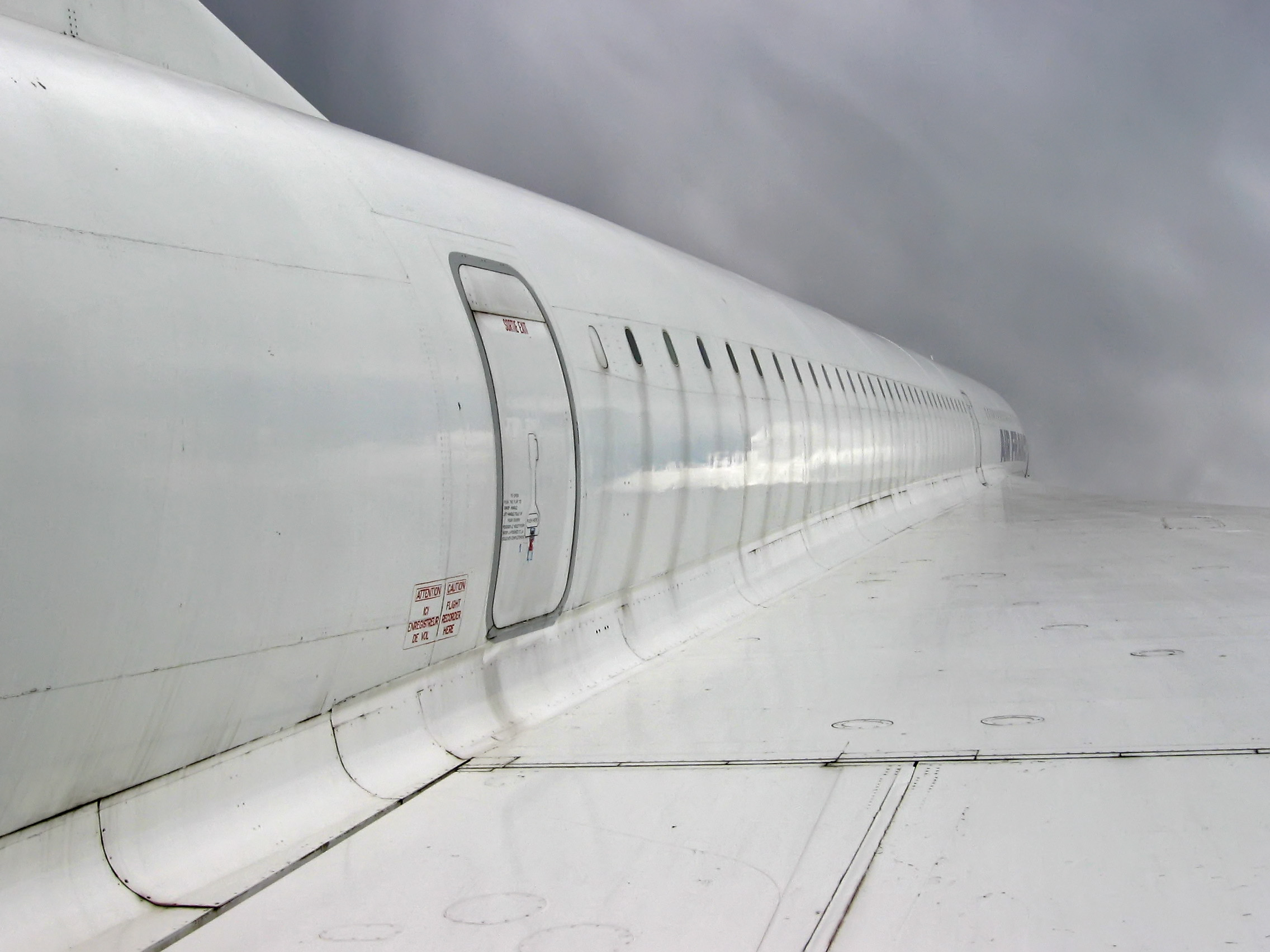
Rumpf-Flächen-Übergang

Die Concorde ist zum großen Teil aus einer Aluminiumlegierung konstruiert und im geringeren Teil aus einer hitzebeständigen Nickellegierung sowie Edelstahl und Titan in kritischen Bereichen. Die Tragflächen bestehen aus einem Torsionskasten, in dem sich viele Holme befinden, während der Rumpf in einer konventionellen Halbschalenbauweise ausgeführt ist.
Da die Concorde als Deltaflügler und schwanzloses Flugzeug über kein Höhenleitwerk verfügt, befinden sich die Höhenruder- und Querruder-Steuerflächen ausschließlich an der Hinterkante der Tragflächen, während an der Seitenflosse ein konventionelles Seitenruder vorhanden ist. Roll- und Nicksteuerung erfolgen durch die kombinierten Höhen- und Querruder (Elevons). Diese erstrecken sich über die gesamte Breite der Tragflächenhinterkante und sind insgesamt in sechs einzeln angelenkte Segmente aufgeteilt, drei auf jeder Seite. Je zwei dieser Steuerflächen befinden sich pro Seite an den Außenflügeln, je ein Ruder befindet sich zwischen Triebwerksgondel und Rumpf. Zur Höhensteuerung werden alle sechs Elevons gleichsinnig nach oben oder unten ausgeschlagen, die Rollsteuerung (Querruder) erfolgt durch überlagerte entgegengesetzte Ausschläge der vier äußeren Elevons; dabei summieren sich an diesen vier einzelnen Rudern die jeweiligen Werte für den Höhen- und Querruderanteil.
Das gesamte Hydrauliksystem der Flugsteuerung war gegen mögliche Ausfälle mehrfach abgesichert und alle vier Triebwerke standen in verschiedenen Kombinationen für die Erzeugung des Hydraulikdrucks zur Verfügung. Primär wurden alle Steuersignale erstmals bei einem Verkehrsflugzeug elektrisch übertragen. Dieses analoge Fly-by-Wire-System bestand aus zwei separaten Kanälen (im Cockpit blau und grün). Im Notfall konnten die Steuerbefehle über ein drittes, mechanisches System (im Cockpit gelb) übertragen werden. Bei der Rippe 24 des linken Flügels befand sich zwischen Holm 68 und 70 eine Ram-Air-Turbine, damit konnte im Notfall das grüne und das gelbe System betrieben werden. Die für den Piloten spürbaren Steuerkräfte wurden künstlich elektro-hydraulisch erzeugt. Neben den gesteuerten Druckzylindern erzeugte ein Federsystem Minimalkräfte.
Zur Anpassung der Schwerpunktlage an die unterschiedlichen Anforderungen von Über- und Unterschallflug wurden Trimm-Treibstofftanks verwendet. Durch Umpumpen von Kraftstoff von den an der vorderen Flächenwurzel gelegenen Trim Transfer Tanks Nr. 9 und 10 in den im Rumpfheck gelegenen Tank Nr. 11 verschob sich der Schwerpunkt des Flugzeugs um etwa 1,8 m nach hinten. Für den Sinkflug und den Landeanflug wurde der Schwerpunkt durch Umpumpen in die vorderen Trimmtanks wieder nach vorne verschoben. Für Start und Landung war die hintere Schwerpunktlage vorteilhafter, weil sie die nutzbare Flügelfläche durch geringeren Ruderausschlag anwachsen ließ. Die Roll-Trimmung erfolgte durch die Verwendung der Tanks 1 und 4 in den Flügeln.
Eine Besonderheit war, dass die Concorde aufgrund der im Flug erreichten Temperaturen in der Struktur nicht nur eine Ausdehnung des ganzen Flugzeugs um bis zu 25 Zentimeter erfuhr, sondern auch Wasser verdunstet wurde, was zur Folge hatte, dass die Korrosion im Vergleich zu herkömmlichen Verkehrsflugzeugen geringer war. Diverse Bereiche des Flügels verfügten über ein Drainage-System.
Das Steuerbord-Bugrad verfügte über eine Bremsscheibe, um das Drehen der Räder beim Fahrwerkeinzug zu verhindern. Die Hauptfahrwerke mit je vier Rädern verfügten über Magnesium-Bremsscheiben, später wurden diese durch effizientere Carbon-Bremsscheiben ersetzt. Die zwei Prototypen F-WTSS und G-BSST verfügten über einen Bremsschirm, der in einem nach oben öffnenden Heckkonus untergebracht war. Dank dem AntiSkidsystem benötigten die Serienmaschinen der Concorde keine Bremsschirme mehr.

### Ausstattung und Reisekomfort

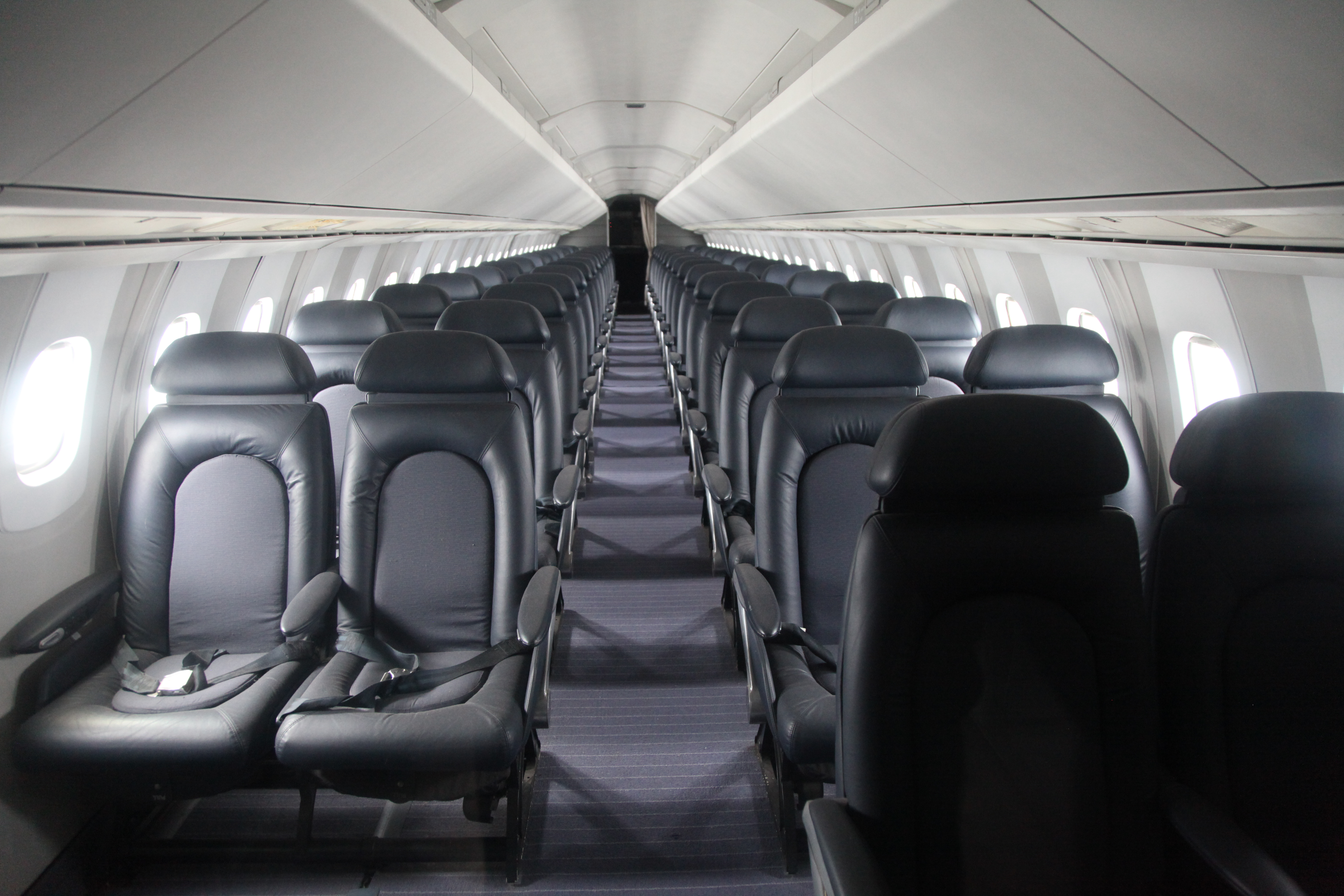
Innenraum der Concorde

Speziell war, dass für die Klimatisierung der Kabine keine Außenluft gezapft werden konnte: Eine Kühlung wäre damit im Überschallflug nicht möglich gewesen. Zur Kühlung wurden stattdessen die Treibstofftanks verwendet, in denen sich Wärmetauscher befanden.
Die Concorde wurde für die Aufnahme von maximal 128 Passagieren zertifiziert, nach dem Unglück im Jahr 2000 und den folgenden Modifikationen betrug die maximale Passagierzahl 100 (British Airways) bzw. 92 (Air France). Die Sitze konnten unterschiedlich in Viererreihen angeordnet werden. Die Kabine war mit Toiletten und zwei Küchen ausgestattet. Unter dem vorderen und hinteren Kabinenboden gab es Stauräume für Gepäck. Die Passagierkabinentüren befinden sich auf der Backbordseite, die Versorgungskabinentüren auf der Steuerbordseite. British Airways hatte die Concorde mit einer 40-sitzigen Vorderkabine und einer 60-sitzigen Hinterkabine betrieben, die von einer sechsköpfigen Besatzung betreut wurde. Es gab nur eine Klasse; die Tickets waren etwa 20 % teurer als Tickets für die First Class in Unterschallflugzeugen. Den naturgemäß engeren Platzverhältnissen standen bequeme Sessel mit Lederpolstern, eine ausgezeichnete Küche mit erlesenem Porzellan und Champagner gegenüber. Allerdings bezeichneten in den letzten Jahren viele Passagiere das Geräusch- und Schwingungsverhalten als besonders unangenehm; die Concorde war in dieser Hinsicht nicht mehr zeitgemäß und erlaubte auch nur wenig konstruktive Verbesserungen.

### Flugbahn und Flughöhe
Auf dem Flug von London nach New York flog die Concorde bis zu einer Höhe von 8400 m mit Unterschallgeschwindigkeit, bevor sie südlich von Bristol die Nachbrenner einschaltete und weiter stieg, um auf Überschallgeschwindigkeit zu beschleunigen, die etwa über der Insel Lundy erreicht wurde. So konnten die Schallwellen und der Überschallknall von bewohnten Gebieten ferngehalten werden. Die Concorde beschleunigte weiter auf Mach 1,7, schaltete den Nachbrenner ab und erreichte auf einer Höhe von 15.000 m Mach 2. Während des Reisefluges stieg sie langsam weiter bis auf etwa 17.700 m (cruise climb), die kurz vor dem Beginn des Sinkfluges zur Landung erreicht wurden. Dabei variierte diese Höhe jedoch abhängig von der Außentemperatur und der Zuladung. Konventionelle strahlgetriebene Flugzeuge fliegen im Vergleich hierzu auf einer Flughöhe von etwa 10.000 bis maximal 13.500 m. Die Concorde verlängerte sich erwärmungsbedingt beim Mach-Flug um etwa 14 cm, die Fenster fühlten sich warm an. Im Cockpit gab es beispielsweise während eines Mach-Fluges zwischen den Instrumententafeln des Flugingenieurs einen fingerbreiten Spalt, der nach der Landung nicht mehr vorhanden war.

### Cockpit und Visier

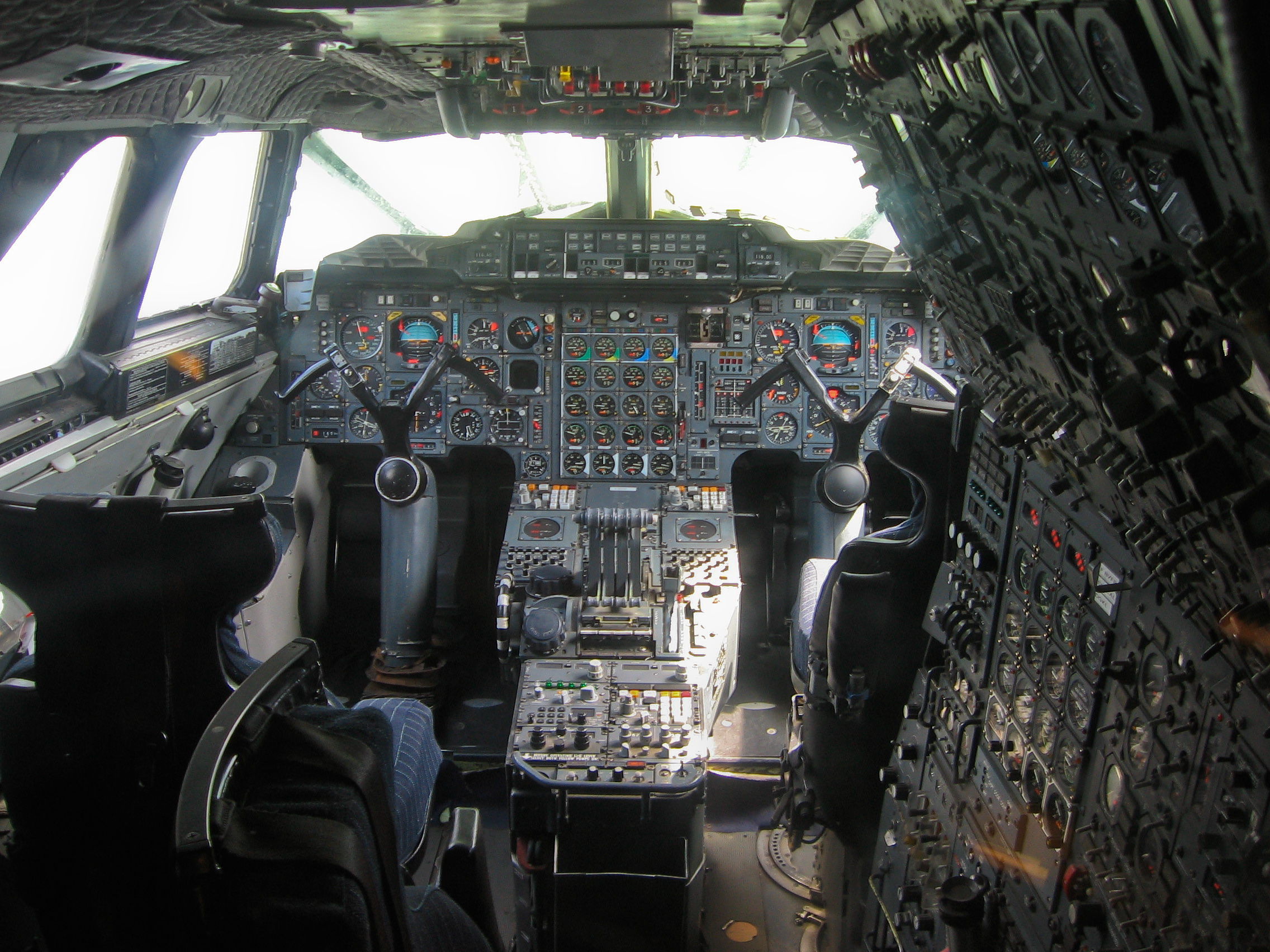
Cockpit der Concorde

Die Spitze der Concorde bildet eine hydraulisch absenkbare Nase mit versenkbarem, verglastem Visier. Bei Geschwindigkeiten von über 460 km/h wurden die Nase und der Schutzschild aus Gründen der Aerodynamik vollständig hochgezogen. In Höhen unter 3000 m, also im Landeanflug, wurde bei einer Geschwindigkeit von etwa 460 km/h das Visier ganz sowie die Nase um 5° abgesenkt, was eine gute Sicht nach vorne gewährleistete. Im Endanflug wurde die Nase auf 12° abgesenkt und ermöglichte dem Piloten eine optimale Sicht auf die Landebahn.
Die Sitzposition der Piloten der Concorde liegt 11,4 m vor dem Bugrad, so dass beim Einlenken auf die Start- und Landebahn die Pilotenkanzel weit über die effektive Piste hinausragt. Kapitän und Copilot sitzen nebeneinander im Cockpit, während der Flugingenieur auf einem Drehstuhl hinter dem Copiloten sitzt. Die beengten Platzverhältnisse im Cockpit erforderten eine ungewöhnliche Gestaltung der Steuerhörner, um zu vermeiden, dass eine Drehbewegung am Horn durch die Beine der Piloten behindert wird.

### Technische Daten

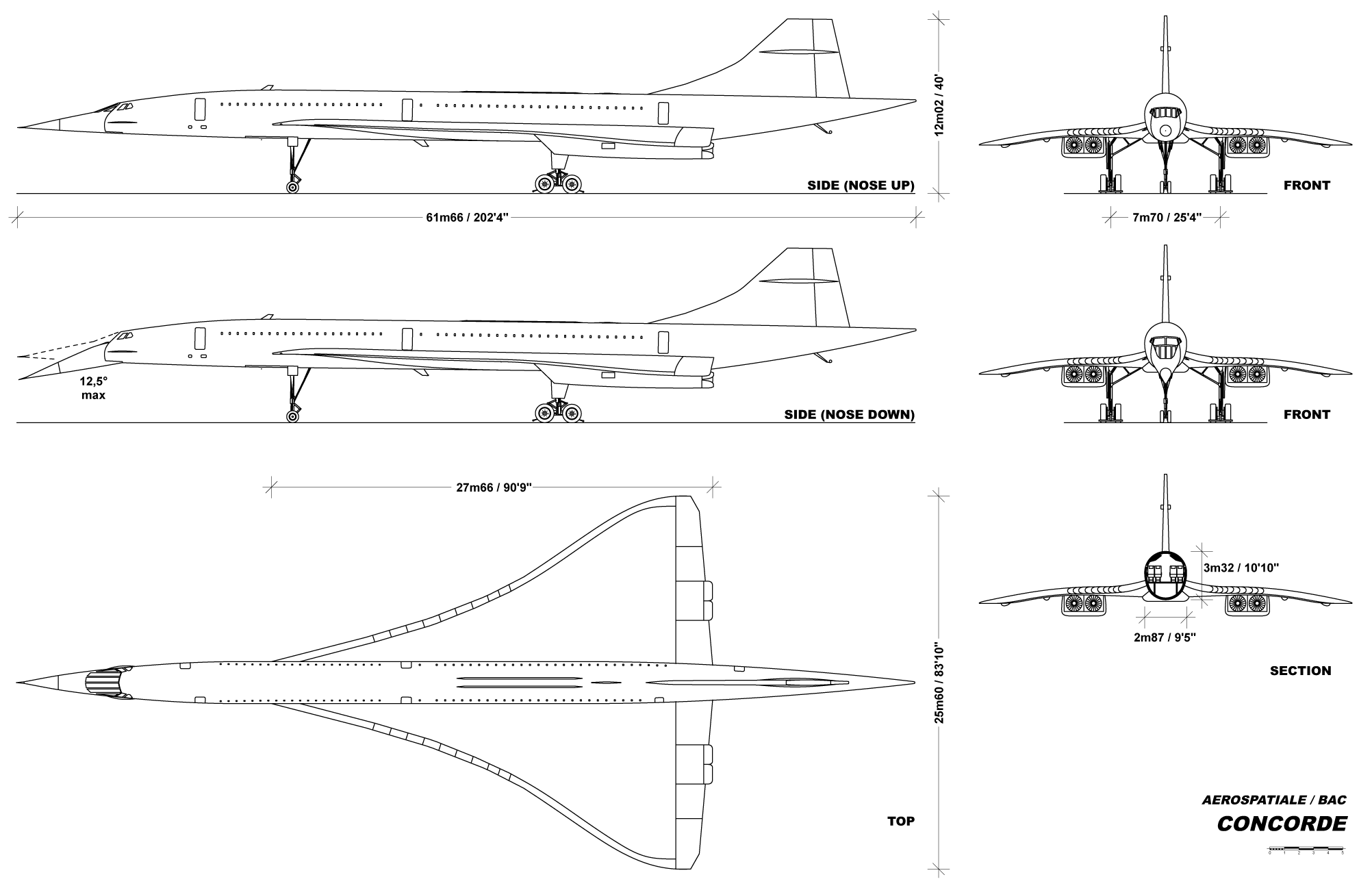
Concorde

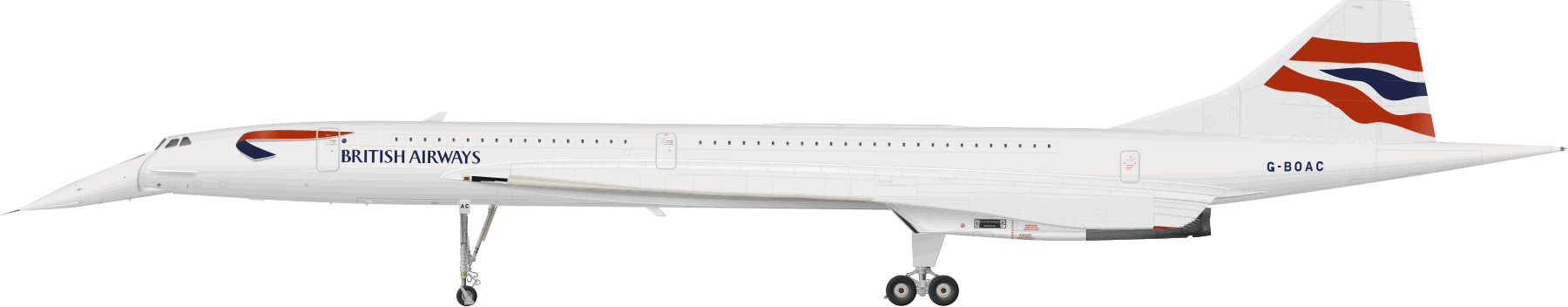
Concorde

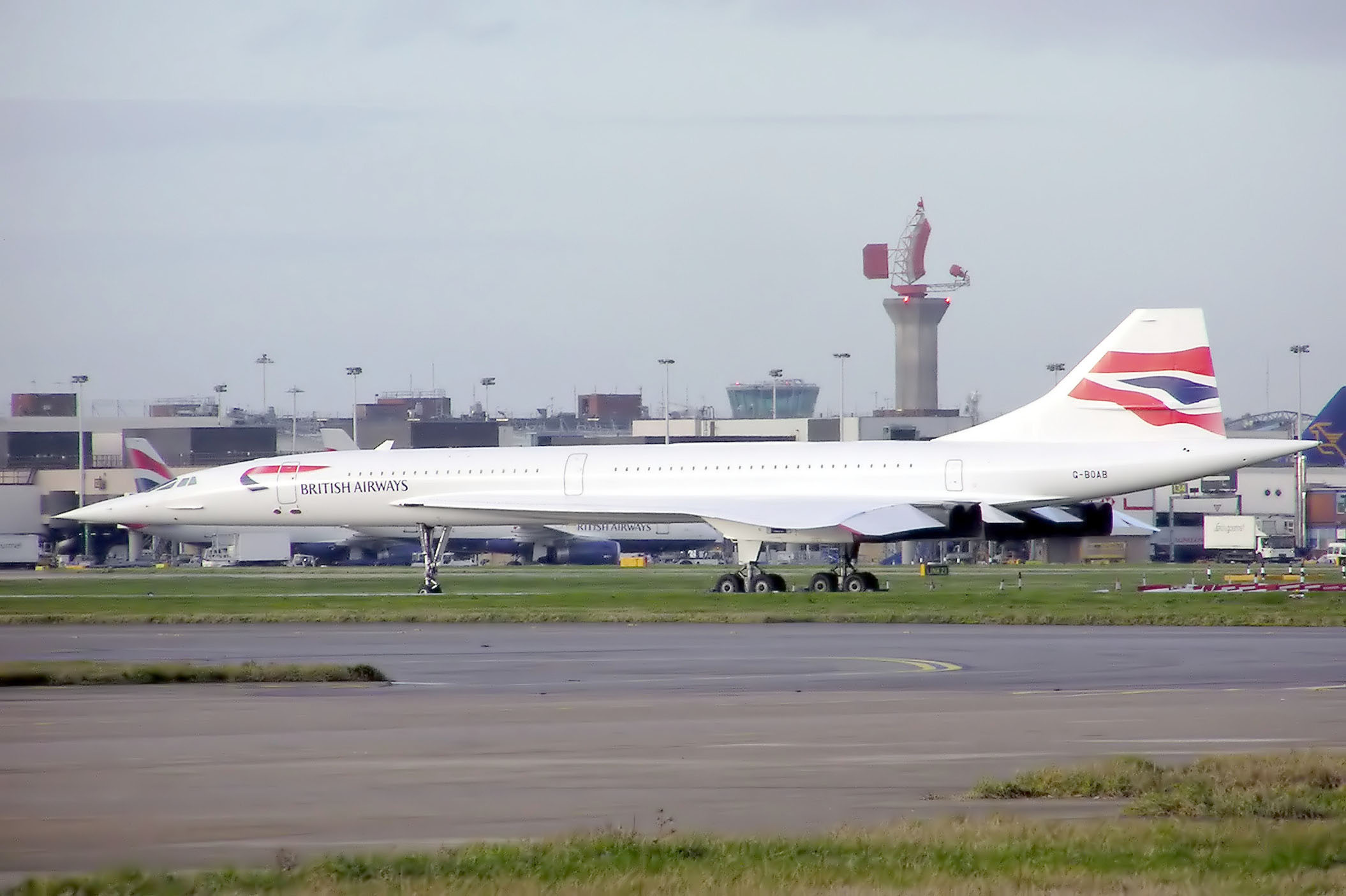
Eine British-Airways-Concorde im Jahr 2005

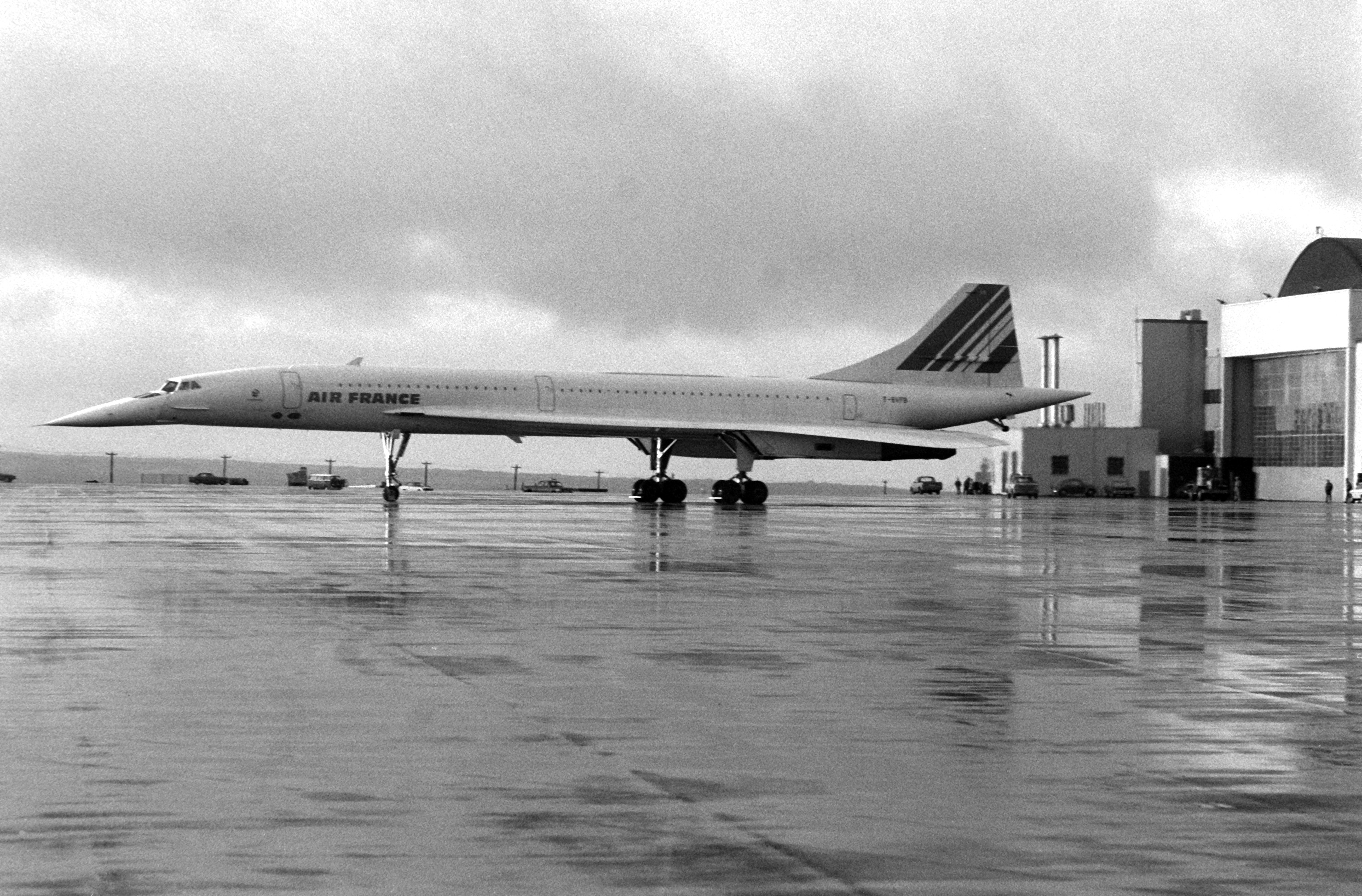
Eine Concorde der Air France im September 1977

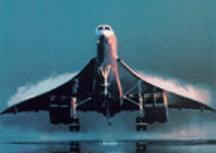
Startende Concorde

| Kenngröße                | Daten |
| ------------------------ | --- |
| Typ                      | Überschall-Verkehrsflugzeug |
| Länge                    | 61,66 m (Prototypen 56,4 m) |
| Flügelspannweite         | 25,60 m |
| Flügelfläche             | 358,25 m² |
| Flügelstreckung          | 1,83 |
| Flächenbelastung         | Minimal (Leermasse): 220 kg/m² Maximal (max. Startmasse): 522 kg/m²                                                                                     |
| Höhe                     | 12,20 m |
| Leermasse                | 78.900 kg |
| Max. Startmasse          | 186.880 kg |
| Max. Landemasse          | 111.130 kg |
| Abhebegeschwindigkeit    | ca. 397 km/h (214 kt) |
| Landegeschwindigkeit     | ca. 300 km/h (162 kt) |
| Treibstoffkapazität      | 119.500 l (95.680 kg) |
| Kraftstoffverbrauch      | 25.680 l/h (20.560 kg) |
| Höchstgeschwindigkeit    | Mach 2,23 bzw. 2405 km/h (auf 18.000 m Flughöhe) |
| Reisegeschwindigkeit     | Mach 2,02 bzw. 2179 km/h |
| Dienstgipfelhöhe         | ca. 18.300 m |
| Steigrate                | 25,41 m/s |
| Reichweite               | bei Standardstartmasse: 7250 km bei maximaler Startmasse: 6667 km                                                                                       |
| Passagiere               | 100 (British Airways) 092 (Air France) |
| Triebwerk                | 4 × Rolls-Royce/SNECMA-Olympus-593-Mk-610-Turbojet-Triebwerke (mit Nachbrenner und Schubumkehr (keine Schubumkehr bei den Prototypen))                  |
| Schub                    | trocken: 4 × 31,350 lbf = 557,6 kN; (31,350 lbf = 14.217 kp = 139,4 kN) mit Nachbrenner: 4 × 38,050 lbf = 676,8 kN; (38,050 lbf = 17.256 kp = 169,2 kN) |
| Schub-Gewicht-Verhältnis | maximal (Leermasse): 0,88 minimal (max. Startmasse): 0,373                                                                                              |
| Startrollstrecke         | 3.440 m bei max. Startmasse |
| Landerollstrecke         | 2.220 m |
| Hauptfahrwerk            | Messier-Hispano mit je vier Rädern sowie Dunlop-Carbon-Scheibenbremsen (mit SNECMA-SPAD-Antiblockiersystem-Einheiten)                                   |
| Reifengröße              | Hauptfahrwerk: 47 × 15.75-22 Bugfahrwerk: 31 × 10.75-14                                                                                                 |

## Verbleib der Concordes

### Air France

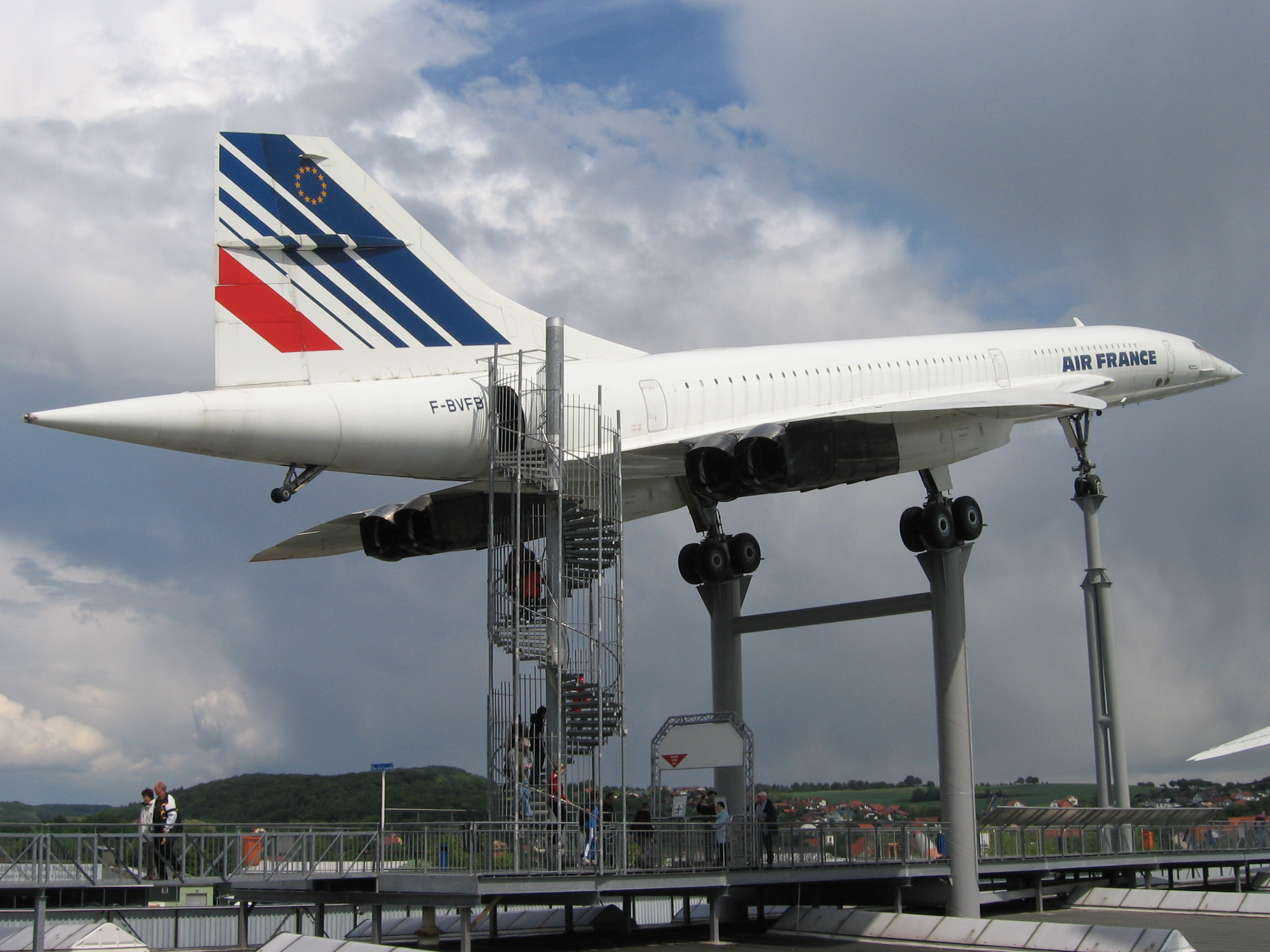
Die Concorde F-BVFB der Air France im Technikmuseum Sinsheim

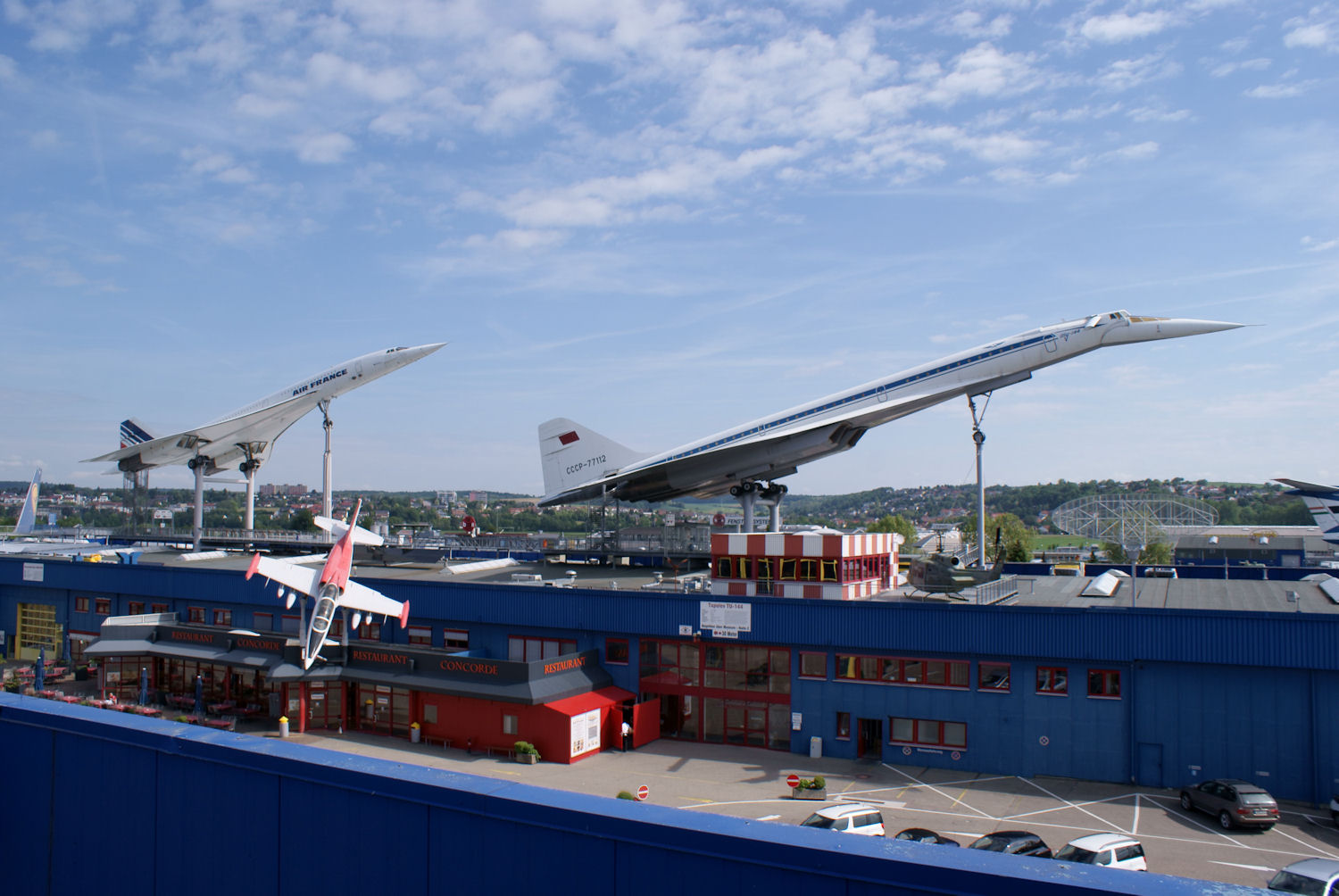
Die Concorde F-BVFB neben einer Tu-144 im Technikmuseum Sinsheim

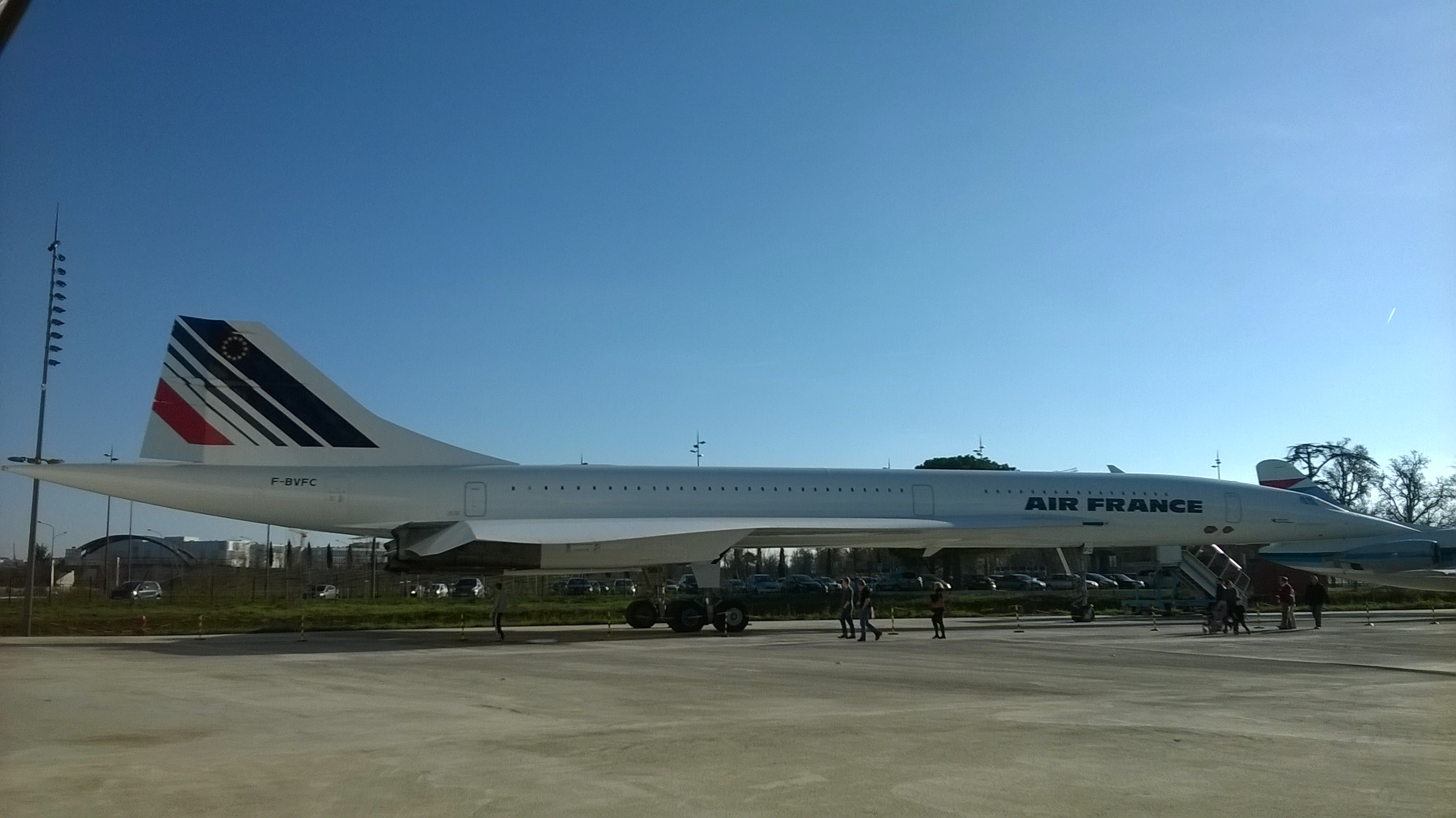
Die Concorde F-BVFC am Hauptsitz von Airbus in Toulouse-Blagnac

| Nummer             | Kennzeichen     | Ort des Verbleibs                                                                            | Land, Provinz                  |
| ------------------ | --------------- | -------------------------------------------------------------------------------------------- | ------------------------------ |
| 001 (Prototyp)     | F-WTSS          | Musée de l’air et de l’espace am Flughafen Le Bourget                                        | Frankreich, Île-de-France      |
| 101(02) (Vorserie) | F-WTSA          | Flughafen Paris-Orly                                                                         | Frankreich, Île-de-France      |
| 201                | F-WTSB          | Museum Aeroscopia in Blagnac bei Toulouse                                                    | Frankreich, Okzitanien         |
| 203                | F-BTSC (F-WTSC) | am 25. Juli 2000 auf Air-France-Flug 4590 verunglückt                                        | –                              |
| 205                | F-BVFA          | National Air and Space Museum am Washington Dulles International Airport                     | USA, Virginia                  |
| 207                | F-BVFB          | Technik-Museum Sinsheim                                                                      | Deutschland, Baden-Württemberg |
| 209                | F-BVFC          | Museum Aeroscopia in Blagnac bei Toulouse                                                    | Frankreich, Okzitanien         |
| 211                | F-BVFD          | 1982 außer Dienst gestellt; 1994 wegen starker Korrosion zerlegt und Ersatzteile eingelagert | –                              |
| 213                | F-BTSD (F-WJAM) | Musée de l’Air et de l’Espace am Flughafen Le Bourget                                        | Frankreich, Île-de-France      |
| 215                | F-BVFF (F-WJAN) | Flughafen Paris-Charles-de-Gaulle                                                            | Frankreich, Île-de-France      |

### British Airways

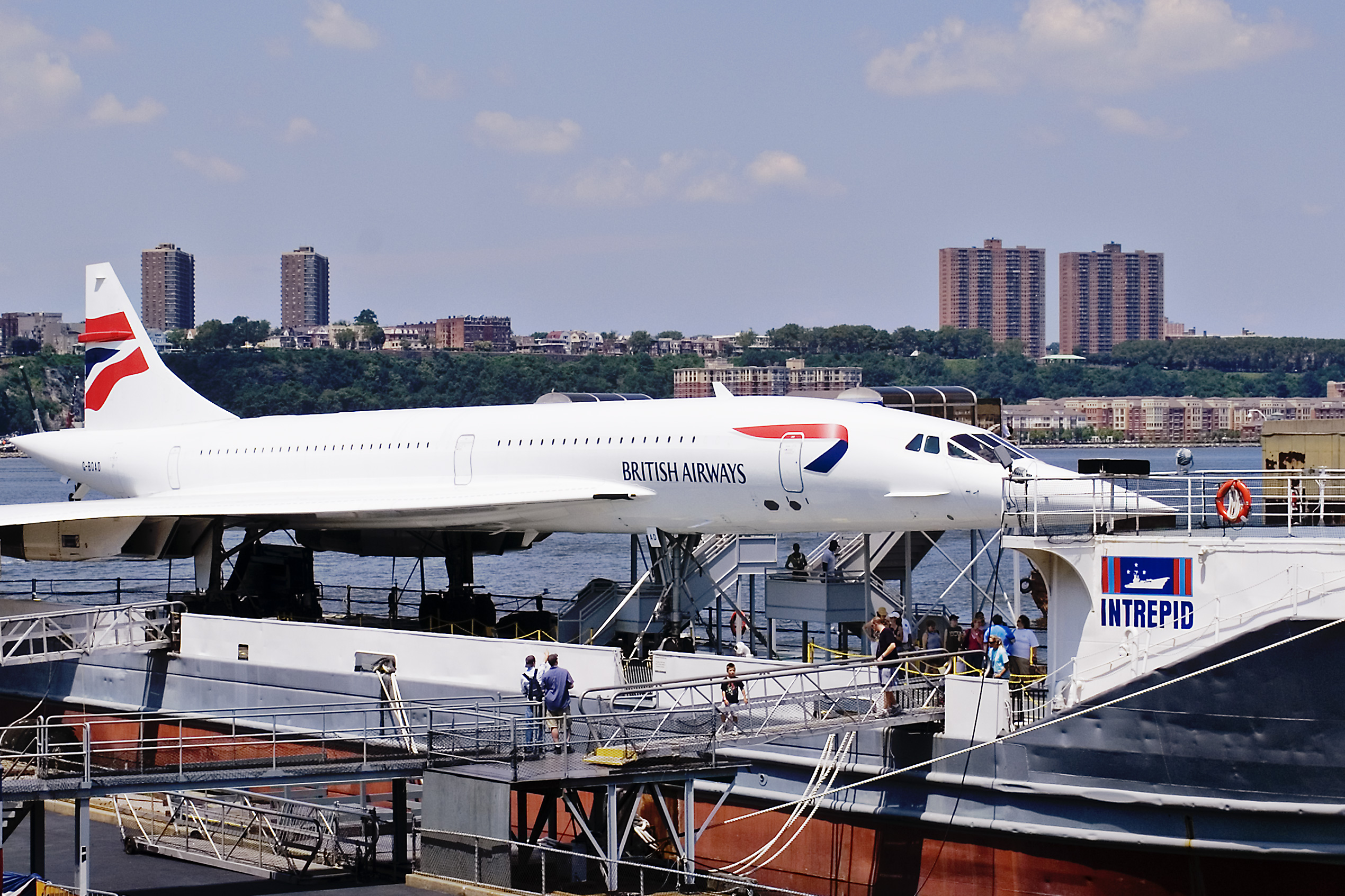
Die Concorde G-BOAD der British Airways im Intrepid Sea-Air-Space Museum

| Nummer             | Kennzeichen     | Ort des Verbleibs                                                          | Land, Provinz                      |
| ------------------ | --------------- | -------------------------------------------------------------------------- | ---------------------------------- |
| 002 (Prototyp)     | G-BSST          | Fleet Air Arm Museum Yeovil                                                | Vereinigtes Königreich, England    |
| 101(01) (Vorserie) | G-AXDN          | Imperial War Museum Duxford                                                | Vereinigtes Königreich, England    |
| 202                | G-BBDG          | Brooklands-Museum bei Weybridge                                            | Vereinigtes Königreich, England    |
| 204                | G-BOAC          | Flughafen Manchester                                                       | Vereinigtes Königreich, England    |
| 206                | G-BOAA          | National Museum of Flight bei Edinburgh                                    | Vereinigtes Königreich, Schottland |
| 208                | G-BOAB          | Flughafen London-Heathrow                                                  | Vereinigtes Königreich, England    |
| 210                | G-BOAD          | Intrepid Sea-Air-Space Museum in New York City                             | USA, New York                      |
| 212                | G-BOAE          | Flughafen Bridgetown-Grantley-Adams                                        | Barbados, Christ Church            |
| 214                | G-BOAG (G-BFKW) | Museum of Flight in Seattle                                                | USA, Washington                    |
| 216                | G-BOAF (G-BFKX) | Hauptsitz von British Aerospace in Filton, seit 2017 in einer Museumshalle | Vereinigtes Königreich, England    |

## Vergleichbare Flugzeuge
Beendete Konkurrenzentwicklungen
- Tupolew Tu-144 mit Liste der Rekorde der Tu-144

Abgebrochene Konkurrenzentwicklungen
- Boeing 2707
- Lockheed L-2000
- Douglas 2229
- Convair Modell 58-9
- North American NAC-60
- Tupolew Tu-244

## Dokumentationsfilme
- zdf.de (2020):
  - Mythos Concorde: Wettlauf am Himmel (42 Minuten)
  - Mythos Concorde: Triumph und Tragödie
- ARTEde: Die Concorde – Absturz einer Legende auf YouTube. Regie: Angela Volkner und Peter Bardehle, ZDF, Deutschland/Frankreich/USA, 53 Minuten, 2020

## Trivia
- Lego plant die Concorde im September 2023 als Set mit über 2000 Teilen.[78]